# Андреева, Марина Викторовна
Мари́на Ви́кторовна Андре́ева (род. 7 июня 1973) — российская легкоатлетка, специалистка по прыжкам с шестом. Выступала на профессиональном уровне в 1990-х годах, чемпионка России на открытом стадионе и в помещении, победительница и призёрка первенств всероссийского и международного значения, участница Игр доброй воли в Санкт-Петербурге. Представляла Краснодарский край.

## Биография
Марина Андреева родилась 7 июня 1973 года.
Впервые заявила о себе в прыжках с шестом в сезоне 1993 года, когда выиграла серебряную медаль на зимнем чемпионате России в Москве и бронзовую медаль на летнем чемпионате России в Москве.
В 1994 году получила серебро на зимнем чемпионате России в Липецке. Благодаря череде удачных выступлений вошла в основной состав российской сборной и удостоилась права защищать честь страны на домашних Играх доброй воли в Санкт-Петербурге, где с результатом 3,80 стала четвёртой.
В 1995 году завоевала две серебряные награды на международных турнирах в Германии, одержала победу на зимнем чемпионате России в Волгограде и на летнем чемпионате России в Москве. На летнем чемпионате России установила свой личный рекорд в прыжках с шестом на открытом стадионе — 4,05 метра.
В 1996 году победила на Мемориале Дьячкова и на соревнованиях World Class в Москве, была второй на международных турнирах в Праге и Турине, превзошла всех соперниц на зимнем чемпионате России в Москве, установив при этом личный рекорд в закрытых помещениях — 4,20 метра. Позднее также завоевала золото на летнем чемпионате России в Санкт-Петербурге.
В 1997 году выступила на нескольких международных турнирах в Германии и по окончании сезона завершила спортивную карьеру.